# Apopetelia sinensis
Apopetelia sinensis är en fjärilsart som beskrevs av Eugen Wehrli 1936. Apopetelia sinensis ingår i släktet Apopetelia och familjen mätare. Inga underarter finns listade i Catalogue of Life.